# Forti e fragili
Forti e fragili è il singolo di debutto del cantautore italiano Deddy, pubblicato il 23 ottobre 2020.

## Descrizione
Il brano, scritto dallo stesso cantautore, è prodotto da Emanuele Cotto, in arte Etta Matters o più semplicemente Etta, Steve Tarta e Uneven.

## Brano musicale
Il brano musicale è stato pubblicato in anteprima il 22 ottobre 2020 attraverso il canale YouTube del cantautore.

## Promozione
Il brano è stato presentato in anteprima nel corso della ventesima edizione del talent show Amici di Maria De Filippi.

## Tracce
Testi e musiche di Dennis Rizzi.
1. Forti e fragili – 3:23